# 豊忍別命
豊忍別命（とよおしわけのみこと）は、古墳時代の豪族で但遅麻国造の一人。系図では豊忍別乃君とも表記される。

## 概要
『播磨国風土記』掲載の餝磨郡安相里条において登場する。それによると、応神天皇が但遅麻を巡行したとき、その道中で御冠が落ち、それによって国造の豊忍別命は名を剥奪されてしまう。そこで、但遅麻国造の阿胡尼命は天皇に詫び、塩の代わりに田を四十町歩献じ、これによって罪が赦されたとされる。
ここでは豊忍別命を国造とだけ表記しており、これを針間国造と解する説もある。

## 系譜
父は初代但遅麻国造の船穂足尼で、母は不明。阿胡尼君、島根尼君、阿佐古君、麻呂古君の四子がおり、この中で島根尼君は仁徳朝に若日下部として供奉し、日下部嶋子や日下部表米はその子孫にあたる。日下部表米の後裔は戦国時代における越前国の大族の朝倉氏となった。